# Winogradow-Schwertlilie
Die Winogradow-Schwertlilie (Iris winogradowii) ist eine Pflanzenart aus der Gattung der Schwertlilien (Iris) innerhalb der Familie der Schwertliliengewächse (Iridaceae). Die Art gilt als gefährdet.

## Merkmale
Die Winogradow-Schwertlilie ist eine ausdauernde Zwiebelpflanze, die Wuchshöhen von 8 bis 15 Zentimeter erreicht. Die Blüten sind blass strohgelb. Die Domblätter sind 3,7 bis 5 Zentimeter lang. Die Hängeblätter sind grün getupft und haben einen gelben Mittelstreifen. Die Chromosomenzahl ist 2n=16.
Die Blütezeit liegt im März, selten auch im April.
Die Chromosomenzahl beträgt 2n = 16.

## Vorkommen
Die Winogradow-Schwertlilie kommt im westlichen und östlichen Transkaukasien auf subalpinen felsigen Rasen vor.

## Nutzung
Die Winogradow-Schwertlilie wird selten als Zierpflanze in Steingärten und Rabatten genutzt. Sie ist seit spätestens 1923 in Kultur.

## Belege
- Eckehart J. Jäger, Friedrich Ebel, Peter Hanelt, Gerd K. Müller (Hrsg.): Exkursionsflora von Deutschland. Begründet von Werner Rothmaler. Band 5: Krautige Zier- und Nutzpflanzen. Springer, Spektrum Akademischer Verlag, Berlin/Heidelberg 2008, ISBN 978-3-8274-0918-8.